# 北山寺庙群
北山寺庙群，位于中国吉林省吉林市船营区北山公园内，为一个省级文物保护单位，类型为古建筑，公布时间为1987年10月20日。该文物保护单位由吉林市文物管理处管理。
北山寺庙群的历史年代为清代。